# Католицька церква на Мадагаскарі
Като́лицька це́рква на Мадагаска́рі — друга християнська конфесія Мадагаскару. Складова всесвітньої Католицької церкви, яку очолює на Землі римський папа. Керується конференцією єпископів. Станом на 2004 рік у країні нараховувалося близько 4 701 000 католиків (23,42% від усього населення). Існувало 20 діоцезій, які об'єднували 314 церковних парафій.  Кількість  священиків — 1143 (з них представники секулярного духовенства — 498, члени чернечих організацій — 645), постійних дияконів — 0, монахів — 1494, монахинь — 3930.